# Frankfort (Maine)
Pour les articles homonymes, voir Frankfort.
Frankfort est une localité située dans l'estuaire du fleuve Penobscot, dans le comté de Waldo, au Maine (États-Unis). Sa population est de 1 124 habitants d'après le recensement des États-Unis de 2010.

## Géographie
| Newburgh (Maine)  |                  | Winterport (Maine)    |
| Monroe (Maine)    | Frankfort        | Bucksport (Maine)     |
| Swanville (Maine) | Prospect (Maine) | Verona Island (Maine) |